# Naustabäcken
Naustabäcken är utloppet från sjön Naustajaure i Lappland. Intill sjön ligger den lilla byn Nausta by. Bäcken rinner norrut och mynnar ut i Pärlälven väster om Jokkmokk.